# Path of Exile
Path of Exile  (укр. Шлях вигнання) — безкоштовна рольова відеогра, в піджанрі рольовий бойовик, розроблена та опублікована Grinding Gear Games. Після відкритої бета-фази гра вийшла для платформ під управлінням Microsoft Windows у жовтні 2013 року. Версія для Xbox One вийшла в серпні 2017 року, а версія для PlayStation 4 — у березні 2019 року.

## Ігровий процес

Скриншот гри на якому представлений ігровий персонаж Лучниця. Поруч Портал швидкого переміщення.

Гравець керує одним персонажем з верхньої точки зору (аналогічно від 3-ї особи) і досліджує як великі відкриті ділянки, так і печери або підземелля, бореться з монстрами та виконує квести від неігрових персонажів (NPC), щоб отримати очки досвіду та спорядження. У грі помітні значні запозичення з серії Diablo, зокрема Diablo II. Всі зони, крім центральних поселень, генеруються випадковим чином для більшої іграбельності. Попри те, що всі гравці на одному сервері можуть одночасно знаходитись в поселеннях, ігровий процес за межами поселень є надзвичайно інтенсивним, забезпечуючи кожного гравця або учасника ізольованою картою для самостійного вивчення.
Гравці можуть обрати свій персонаж серед семи доступних класів: Дуелянт, Мародер, Лучниця, Нащадниця, Тінь, Храмовник та Відьма. Кожен з цих класів узгоджується з одним або двома з трьох основних атрибутів: Сила, Спритність або Інтелект. Виняток становить лише Нащадниця — раніше заблокований престижний клас (відкривається під час прогресу гри), який узгоджується з усіма трьома атрибутами. Різним класам не заборонено інвестувати в навички, не узгоджені з їх основними атрибутами, але вони матимуть легший доступ до навичок, які все ж узгоджуються з цими атрибутами. Предмети спорядження генерується випадковим чином із найрізноманітніших базових типів та наділяється особливими властивостями й гніздами для дорогоцінних каменів. Все спорядження має різні ступені рідкості з все більш потужними властивостями. Це робить велику частину ігрового процесу присвячену пошуку збалансованого та синергетичного обладнання. Дорогоцінні камені з навичками можуть бути розташовані в гніздах броні, зброї та деяких типів кілець, надаючи, таким чином, активну майстерність. Одночасно з просуванням і підвищенням рівня персонажа — підвищується й рівень навичок дорогоцінний каменів, які теж набувають досвіду, дозволяючи відповідним навичкам підійматися та підвищувати силу.
Активні навички можуть бути змінені предметами, відомими як Камені підтримки. Залежно від кількості пов'язаних гнізд, якими володіє гравець, основну атаку або вміння можна модифікувати за допомогою збільшення швидкості атаки, швидших снарядів, помножених снарядів, ланцюгових ударів, викрадення життя, автоматичного заклинання при критичному ударі тощо. Враховуючи обмежену кількість гнізд, гравці повинні надавати пріоритет використанню дорогоцінного каміння. Усі класи мають однаковий вибір з 1325 пасивних навичок, серед яких гравець може обирати лише одне, кожного разу, коли рівень його персонажа підвищується, а також коли він отримує випадкову винагороду за квест. Ці пасивні навички покращують основні атрибути та надають подальші вдосконалення, такі як збільшення мани, здоров'я, шкоди, захисту, регенерації, швидкості тощо. Кожен із героїв починає з різної позиції на дереві пасивних навичок. Дерево пасивних навичок складається в складну мережу, починаючи з окремих стовбурів для кожного класу (узгоджених із перестановками трьох основних атрибутів). Відповідно гравець повинен не лише зосередитись на максимізації всіх модифікаторів, що пов'язані з його основними атакою та обороною, але також повинен подбати про те, щоб обрати найбільш ефективний шлях через пасивне дерево навичок. Починаючи з версії 3.0 Fall of Oriath — максимально можлива кількість очок пасивного вміння становила 123 (99 за рівень і 24 як нагород за квест). Кожен клас також має доступ до класу Панування, який надає найвищі, спеціалізовані бонуси. Кожен клас має на вибір три класи Панування, за винятком Нащадниці, яка має лише один клас панування, що поєднує елементи всіх інших класів панування. Можна присвоювати до 8 очок панування з 12 або 14. 
Шлях вигнання є незвичною серед рольових ігор, через те, що вона не має внутрішньоігрової валюти. Економіка гри базується на бартері «валютних предметів». На відміну від традиційних ігрових валют, ці предмети мають своє власне використання (наприклад, підвищення рівня рідкості предмета, зміни афіксів або поліпшення якості предмета) і, таким чином, забезпечують власну грошову одиницю захищену від  інфляції. Більшість з цих предметів використовуються для модифікації та оновлення спорядження, хоча деякі ідентифікують предмети, створюють портали до міст або надають очки повернення навичок.

### Ліги
Гра пропонує кілька альтернативних режимів гри. Доступні такі постійні ліги:
- Стандарт — Ігрова ліга за замовчуванням. Персонажі, які тут помирають, відроджуються в останньому відвіданому місті (з втратою досвіду на вищих рівнях).
- Хардкор (HC) — Персонажів не можна воскрешати, натомість вони відроджуються і продовжують гру в стандартній лізі. Цей режим є аналогом перманентної смерті в інших іграх.
- Стандартний Самостійний Пошук (SSF Standart) — Персонажі не можуть взаємодіяти з ігровою спільнотою та не можуть торгувати з іншими гравцями. Цей тип ігрового процесу змушує персонажів знаходити або створювати власні предмети.
- Хардкорний Самостійний Пошук (SSF Hardcore) — Аналогічно звичайному хардорному режиму, з урахуванням того, що це компанія соло.
- Також в гру додали Безжалісний Режим (Ruthless mode) – Це опція створення персонажа, яка значно підвищує складність і змінює стиль гри, вмикаючи зменшений шанс випадіння предметів і різні інші умови, які ускладнюють гру.[19]

Крім цього існують тимчасові ліги. Такі ліги мають тимчасовий термін дії, від дванадцяти хвилин до чотирьох місяців. Вони, як правило, визначаються конкретними модифікаторами або особливостями, яких не мають постійні ліги. Коли ліга закінчується, герої не втрачаються, а переходять в одну з постійних ліг.

#### Ліги виклику (Challenge leagues)
Періодично створюються дві нові ліги виклику, а попередні дві ліги виклику вилучаються. Ці ліги призначені для впровадження та тестування нового вмісту, забезпечуючи гравцям свіжу економіку. Наразі такі ліги з'являються у 13-тижневому циклі. Крім того, кожна пара ліг має набір необов'язкових завдань, які можна виконати за відповідну нагороду.
Коли ліга виклику закінчується, усі персонажі та їх вміст відправляються у відповідну батьківську лігу (Стандартну лігу, або Хардкор-лігу).

##### Поточна тимчасова (виклична) ліга
- The Heist league (Ліга пограбувань)

Ця ліга побачила світ 18 вересня 2020 року, разом з виправленням версії 3.12.0. В Лізі пограбувань гравці організовують пограбування, щоб потрапити до укріплених тайників з коштовностями й викрадають їх. Для початку пограбування необхідно знайти відповідні контракти в ігрових зонах і заручитися підтримкою контрактників Гавані розбійників. Під час пограбування гравці можуть знаходити нові, експериментальні зразки спорядження і планувати Великі пограбування з більшою нагородою.

## Ігровий світ
Гра відбувається в темному фентезійному світі. Гравець починає гру, прокинувшись на березі Рекласта, континенту, який колись був центром могутньої імперії, а тепер є проклятою землею, що служить колонією для злочинців та інших небажаних людей з сусіднього острова Оріат. Незалежно від причин вашого вигнання, гравець тепер повинен зіткнутися з невблаганною дикою природою та її небезпечними мешканцями серед напівзруйнованих руїн та кривавих таємниць Вічної Імперії й цивілізації Ваал — які були раніше, та об'єднатися разом з іншими вигнанцями, щоб вижити.

## Розробка
Шлях вигнання бере початок з моменту, коли невелика група ентузіастів рольових ігор розчарувалася відсутністю нових релізів у цьому жанрі та вирішила розробити власну гру. Спочатку гра розроблялася непомітно для великої аудиторії впродовж трьох років, перш ніж про неї публічно було оголошено 1 вересня 2010 року. З того часу Grinding Gear Games оприлюднили на своєму вебсайті ряд публікацій щодо розробки, починаючи від знімків екрану нових класів, монстрів та навичок, закінчуючи презентаціями ігрових і технічних аспектів.
Альфа-версія стартувала приблизно в червні 2010 року і закінчилася випуском версії 0.9.0 в серпні 2011 року. Після періоду закритого бета-тестування, за який гравці мали сплачувати, 23 січня 2013 року розробники запустили відкриту бета-версію, в якій була присутня грошова система мікротранзакцій, але в цілому гра стала безкоштовною. 23 жовтня 2013 року гра була виправлена під випуск версії 1.0.0. В цей день вона також стала доступна на ігровій платформі Steam. На сьогодні гра продовжує виправлятися та доповнюватися новим контентом приблизно раз на місяць.

### Доповнення і розширення
| Версія                   | Назва                   | Дата випуску                                               | Особливості |
| ------------------------ | ----------------------- | ---------------------------------------------------------- | --- |
| Версія 1.1               | Sacrifice of the Vaal   | 5 березня 2014 року                                        | Перше цифрове розширення Path of Exile «Жертвоприношення Ваал» містило нових босів, валюту, області, ліги та режим PVP. |
| Версія 1.2               | Forsaken Masters        | 20 серпня 2014 року                                        | Друге розширення «Майстри що зреклися» було анонсоване 31 липня 2014, а з'явилося 20 серпня 2014 року. Містило в собі безліч нових функцій: створення нових предметів, вербування NPS (Майстрів, які можуть залишатися в сховищах гравця і пропонувати їм щоденні місії та спеціальні предмети), перероблене дерево пасивних навичок, а також місце індивідуального прихистку для героїв. |
| Версія 1.3               |                         | 12 грудня 2014 року                                        | Версія вводить у гру нові тимчасові ліги: Torment і Bloodlines, які згодом стали основними механіками. Патч також додатково покращує PVP та представляє майстра PVP Лео Рейдмена. |
| Версія 2.0               | The Awakening           | 10 липня 2015 року                                         | Розширення «Пробудження» народилося із закритої бета-версії 20 квітня 2015 року. Воно додало Четвертий Акт, що містить нові набори ігрових мап, квести та монстрів. Інші доповнення містять нові навички та предмети, гнізда для коштовних каменів на дереві пасивних навичок, фільтри предметів, дві нові ліги викликів та баланс гри. Розширення також додало необов'язковий режим «Lockstep», для розв'язання проблем з синхронізацією мережі. |
| Версія 2.1               |                         | 11 грудня 2015                                             | Версія 2.1 представила нову тимчасову лігу: Talisman to the game, а також незначні особливості. Більша частина цієї ліги не була додана як основна механіка гри. |
| Версія 2.2               | Ascendancy              | 4 березня 2016 року                                        | Пакет розширення «Панування» додав кілька нових навичок та 19 нових класів панування. Це розширення також було присвячене появі лізі Perandus Challenge Leagues. Кожний клас панування прив'язаний до одного з базових класів, з трьома класами панування для кожного базового класу, за винятком Нащадниці, яка має лише один клас панування. Кожен із цих нових класів матиме своє унікальне дерево навичок панування, яке дозволяло збільшувати прогрес. Ці нові дерева навичок значно менші, ніж базові класи повномасштабних пасивних дерев, але забезпечують унікальну специфікацію для свого класу, якого раніше не було в грі. Прикладом може служити дерево навичок панування Некроманта, яке дозволяло прибічникам Відьми насилати вибухи хаосу, завдаючи шкоди при смерті, посилювати ефект аури або збільшувати здоров'я та шкоду від привидів. |
| Версія 2.3               |                         | 3 червня 2016 року                                         | Версія вводить до гри нову тимчасову лігу:Prophecy, яка згодом була додана як основна механіка. Також представлений Фінальний лабіринт, а також інші незначні особливості. |
| Версія 2.4               | Atlas of Worlds         | 2 вересня 2016 року                                        | Доповнення під назвою «Атлас світів» побачило світ 2 вересня 2016 року. У ньому була представлена нова кінцева гра, 30 нових ігрових мап та 19 нових босів. |
| Версія 2.5 і 2.6         |                         | 2 грудня 2016 року та 3 березня 2017 року                  | Версія 2.5 представила нову тимчасову лігу: Breach, яка згодом була додана як основна механіка. Вона також представила інші незначні нові функції. У версії 2.6 не було нових функцій, крім повернення ліги Legacy. |
| Версія 3.0               | Fall of Oriath          | 4 серпня 2017 року                                         | Розширення «Падіння Оріату» з'явилося 4 серпня 2017 року. Розширення додає шість нових актів і стає найбільшим розширенням, випущеним на сьогодні. Розширення замінило жорстокі та нещадні труднощі з Актами V—X. Додано новий екран вибору символів. Для гравців створено довідкову панель, а також вісім нових бокових областей Ваал з новими босами. Також присутня нова система планування дерева пасивних навичок. Додано три нових дорогоцінних каменя навичок та численні коштовні камені підтримки. Також додано 24 нових унікальних предметів, п'ять з яких розроблені прихильниками гри. Області перших п'яти актів були переглянуті зі змінами в оточенні, як результат дій гравців. Також була додана система Пантеон, де гравець може отримати взаємозамінні баффи від богів-босів, знайдених у новому вмісті. |
| Версія 3.1 та версія 3.4 | War for the Atlas       | 8 грудня 2017 року                                         | Розширення «Війна за Атлас» було анонсоване 16 листопада 2017 року, а побачило світ 8 грудня 2017 року. Розширення було зосереджена на переробленні «Атласу світів» і додало 32 нові мапи, а також інші нові елементи. Після «Війни за Атлас» (яке також представило механіку Abyss), ліги Bestiary, Incursion (та Delve у версії 3.4), що ввели в гру нову механіку. Всі вони стали частиною постійної механіки в розширенні «Зрада». |
| Версія 3.5               | Betrayal                | 7 грудня 2018 року                                         | Розширення та ліга «Зрада» були анонсовані 13 листопада 2018 року, а побачили світ 7 грудня 2018 року. Розширення «Зрада» запропонувало перероблення ігрових систем: the Master, систему крафтів, а також інший вміст. |
| Версії від 3.6 до 3.8    |                         | 8 березня 2019 року 7 червня 2019 року 6 вересня 2019 року | У лютому 2019 року, на додаток до оголошення про лігу Synthesis, відбувся й анонс ліги Immortal Syndicate, яка була представлена в лізі Betrayal і також стала постійною механікою. Ліга Synthesis з'явилась 8 березня 2019 року й представила новий тип ігрової здобичі, який ще називають роздрібним предметом та синтезованим предметом. Також були додані нові знання. Розширення Legion та відповідна ліга були оголошені 21 травня 2019 року., а побачили світ 7 червня 2019 року. Розширення «Легіон» містить капітальний ремонт бойових навичок рукопашного бою, а ліга представила нову внутрішньоігрову механіку, а також нову мапу Domain of Timeless Conflict. У серпні 2019 року було оголошено про вересневе розширення гри, яке містило чергову тимчасову лігу Blight, а також імплантацію попередніх ліг Synthesis та Legion в основну гру. Вересневе розширення також містило перероблення класів персонажів, таких як Necromancer та інші зміни. Ліга «Занепад» була тематичним захистом башти. |
| Версія 3.9               | Conquerors of the Atlas | 13 грудня 2019 року                                        | Під час ExileCon, що відбувся в Новій Зеландії в листопаді 2019 року, Grinding Gear Games оголосили про розширення 3.9, яке вийде в грудні 2019 року, а також повідомили про продовження гри Path of Exile 2 (яке раніше була відоме під своєю робочою назвою Path of Exile 4.0), з планом виходу в 2020 році (або пізніше). Розширення до версії 3.9 було відоме як «Завойовники Атласу», що переглянуло систему кінцевої гри. Воно також містило ребаланс атак луком та нові навички для цієї зброї. Водночас тимчасовою лігою 3,9 була Metamorph. |
| Версія 3.10              | Delirium                | 13 березня 2020 року                                       | У лютому 2020 року було оголошено про мінірозширення та тимчасову лігу Delirium. Запланована дата запуску — 13 березня. «Делірій» додасть 4 нових дорогоцінні камені навичок, 3 нових допоміжних каменів та 13 нових унікальних предметів. |
| Версія 3.11              | Harvest                 | 19 червня 2020 року                                        | У червні 2020 року була оголошена тимчасова ліга «Врожай», запланована дата запуску — 19 червня. «Врожай» додає новий NPC, на ім'я Ошабі, який обробляє Священний Гай, де ви садите насіння, вирощуєте їх у монстрів і вбиваєте для створення предметів та життєвої сили. В лізі з'явились нові потужні можливості для крафту, а також вісім нових навичок, два нових дорогоцінних каменя, оновлення дворучної зброї, навички бойових кличів, клейма, слеми (навички ударів об землю) та саме дерево пасивних навичок. Ще були представлені 12 нових унікальних предметів та змінений баланс понад 50 вже наявних. |
| Версія 3.12              | Heist                   | 18 вересня 2020 року                                       | У вересні 2020 року була оголошена ліга «Пограбування» із запланованою датою появи на 18 вересня. Нова ліга викликів Heist містить дев'ять нових навичок та допоміжних каменів, оновлення проклять, сталеві навички та деякі заклинання. Великі Пограбування пропонують ексклюзивні нові нагороди, такі як Зачарування зброї та броні, грабіжницькі прикраси, дорогоцінні камені альтернативної якості та Replica Unique предмети. Під час цієї ліги ви наймаєте кваліфікованих злодіїв, які допомагають вам здійснювати ризиковані пограбування. Викрадання цінних артефактів дає можливість фінансувати та навчати цілу команду для планування Великих Пограбувань. |

### Мобільна версія
Під час Exilecon у листопаді 2019 року Grinding Gear Games оголосили, що в їхній студії розробляється версія гри для мобільних пристроїв. Однією з основних тем, що обговорювались, була сучасна тенденція «фрі-ту-плєй» мобільних бізнес-моделей (таких як «мікротранзакції з оплатою до виграшу, часові ворота, індикатори енергії, докучливі екрани, повідомлення, відеореклама») і що POE Mobile має на меті уникнути такого підходу та зберегти повний ігровий процес звичайної версії. Однак було також зазначено, що мобільна версія є «експериментальною», і що подальший розвиток буде залежати від відгуків фанів.

### Графічний рендеринг
Гра побачила світ з графічною візуалізацією DirectX, яку підтримує широкий спектр відеокарт. Під час ліги Delirium, в лютому 2020 року, Grinding Gear Games (GGG) запустила бета-версію підтримки графічної візуалізації Vulkan з метою забезпечення більш збалансованої гри та збору відгуків від гравців для вдосконалення нового режиму (через звіти про помилки). Впровадження підтримки Vulkan забезпечило більш плавний ігровий досвід, зменшивши кількість випадків падіння частоти кадрів або їх зниження під час гри з високою інтенсивністю. Підтримка бета-версії Vulkan продовжилась з початком ліги Harvest, але негативно вплинула на продуктивність. Наступне велике доповнення в кінці ліги Harvest із 300+ змінами, що впливають як на підтримку DirectX, так і на бета-версію Vulkan, все ще аналізується через відгуки.

### Рефакторинг коду
У вересні 2020 року за допомогою патчу 3.11.2 Grinding Gear Games провела істотний рефакторинг якості коду, що вимагало повного завантаження гри для розгортання. Випуск містив: оптимізоване майбутнє виправлення ігор для автономних версій і версій магазину ігор Steam, сховище ігрових файлів, яке покращує час завантаження гри на HDD, стиснуті та більш чіткіші якісні текстури, покращення якості звуку, вдосконалення графічного двигунця, перший випуск версії для macOS та випуск версії для Epic Game Store.

## Бізнесова модель
Розробники Path of Exile підкреслюють, що однією з їх основних цілей є надання насправді безкоштовної гри, яка фінансується лише за допомогою «етичних мікротранзакцій». Гравці можуть створювати кілька облікових записів і навіть мати більше одного входу в систему одночасно. «Шлях вигнання» в основному пропонує косметичні предмети для гравців, які бажають витратити гроші на гру, але він також має певні функції облікових записів, такі як напівавтоматизовані інвентаризації для публічної торгівлі або додаткові слоти для персонажів за відповідну ціну. Також гравці можуть купувати створення приватних ліг на запрошення, кожна з яких буде ізольована у своїй економіці. 18 січня 2017 року Grinding Gear Games оголосили, що планують розширити свою діяльність на ринку консолей.
Під час закритої бета-версії, до 21 січня 2013 року, «Шлях вигнання» отримав 2,2 млн.$ як внесок шляхом краудфандингу.

## Відгуки
| Агрегатор  | Оцінка                  |
| ---------- | ----------------------- |
| Metacritic | PC: 86/100 XONE: 83/100 |

| Видання        | Оцінка        |
| -------------- | ------------- |
| Eurogamer      | 7/10          |
| GameSpot       | 9/10          |
| IGN            | 8.8/10        |
| PC Gamer (США) | 84/100 90/100 |

Відповідно до агрегатора Metacritic гра Path of Exile отримала сприятливі відгуки, зокрема версія для ПК отримала 86/100 балів, та 83/100 балів для версій під Xbox One.
Кевін ВанОрд з Game Spot пише, що «Шлях вигнання — це не просто повторення версії Diablo II, хоча він розумно використовує цю схожість, щоб прищепити комфорт, перш ніж познайомити вас з різноманітною механікою, жаркими підземеллями та мандрівними фантазмами, які надають грі унікальну ідентичність.» Лейф Джонсон з IGN, говорить, що "Path of Exile успішно переймає дух старих екшн-рольових ігор і оновлює його для досвіду, який є настільки ж привабливим, як і цікавим. Сам бій не сильно відрізняється від інших прикладів у жанрі, але Path of Exile вирізняється унікальною системою здібностей, заснованих на самоцвітах, та лабіринтною системою пасивних навичок, яка дозволяє створювати майже будь-який тип персонажа. В огляді на українському сайті Opengamer, дописувач Grinbald, вважає Шлях вигнання грою «в першу чергу призначену для ветеранів Diablo, яким не подобається те, у що гра перетворилася в останній частині. Саме для них тут ускладнена система „прокачування“ персонажа, відсутність аукціону з легендарними сокирами вартістю понад 100500 та похмурість і відчай, яким віє від гри.» Інше українське видання ITC.ua, також згадує про схожість із Diablo: «Багато хто називає Path of Exile „правильною Diablo“ та навіть після нетривалого знайомства з грою з ними важко не погодитися, адже вона схожа на справжню Diablo куди більше ніж те, що в 2012 році випустили Blizzard, гордо пронумерувавши цифрою 3. Path of Exile це похмура, жорстока, кривава і не дуже дружелюбна до новачків гра» і додають, що «всім, хто звинувачував Diablo III в мультяшності, примітивності бойової системи та загальної оказуалізації серії — можете сміливо залишити Святиню позаду і переселятися в Рейкласт, бо вам тут сподобається.»

### Номінації та нагороди
У 2013 році «Шлях вигнання» відзначили як найкращу гру для ПК за версією вебсайту GameSpot і найкращою рольовою грою для ПК 2013 року за версією журналу IGN. Станом на лютий 2014 року в грі було зареєстровано п'ять мільйонів гравців.
У 2020 році гра отримала нагороду «Найкраща гра, що розвивається» на 16-й премії Британської академії ігор.

## Продовження
У листопаді 2019 року Grinding Gear Games анонсували продовження Path of Exile 2 під час виставки Exilecon. Раніше відомий сиквел Path of Exile 4.0.0 (робоча назва) представив нову 7-актову сюжетну кампанію з капітальним ремонтом ігрового рушія та ігрового процесу. Однак і «Шлях вигнання», і «Шлях вигнання 2» мають один і той самий клієнт гри та систему кінцевої гри, залишаючи гравцеві вибір грати в «Шлях вигнання» або продовжувати кампанії до досягнення кінця гри в сиквелі. Гравці також можуть взаємодіяти один з одним незалежно від вибору кампанії. Очікувалось, що бета-версія Path of Exile 2 вийде «дуже пізно» у 2020 році. Однак це було затримано через локдауни COVID-19 у Новій Зеландії, а також Китаї та решті світу, де розташовані компанії-постачальники.